# Totonno Chiappetta
Totonno Chiappetta (Cosenza, 6 aprile 1955 – Monza, 16 dicembre 2014) è stato un attore e cabarettista italiano.

## Carriera
Ha ricoperto il ruolo di Antonio Guaron nel film La vera leggenda di Tony Vilar, diretto da Giuseppe Gagliardi.

## Filmografia
- Se una notte a monte Cocuzzo, regia di Luciano Capponi (1982)
- Angela come te, regia di Anna Brasi (1988)
- Uomo contro uomo, regia di Sergio Sollima (1989)
- Angeli a Sud, regia di Massimo Scaglione (1992)
- Fate e Transistor, regia di Giovanni Sole (2003)
- La vera leggenda di Tony Vilar, regia di Giuseppe Gagliardi (2006)
- Il flauto[3], regia di Luciano Capponi (2013)

## Teatro
- Casa di pietra di Vincenzo Ziccarelli, regia di Massimo Masini
- Re nudo di Evgenij L'vovič Švarc
- Compagnia "Il Dromo" diretta da Luciano Capponi
- Compagnia "I giullari di piazza" diretta da John La Barbera (New York)
- Pulcinella e Jugale di Casalini, Capponi e Chiappetta
- Skanderbeg, radiodramma, diretto da Vincenzo Pesce (Radio 2)
- Gliela diamo noi la dizione, diretto da Vincenzo Pesce (1987)

## Televisione
- Piacere Raiuno (Rai 1, 1991);
- Macao (Rai 2, 1997-1998) - comico

## Monografie
- Rumanzelle: versi cosentini sulle avventure del Cosenza Calcio, pubblicato da EMIR Edizioni (2000)
- Sulla groppa del maestrale, pubblicato da Luigi Pellegrini Editore (2009)
- Calabroni, di Totonno Chiappetta, a cura di Luigi Maria Chiappetta (2017) [4]
- Totonno Chiappetta: il mio grande amico, di Eugenio Gallo, pubblicato da Luigi Pellegrini Editore (2017) [5]